# Ларсен, Хокон
Хокон Ларсен (фин. Haakon Larsen, годы жизни неизвестны) — финский шахматист, очевидно, норвежского или датского происхождения.
В составе сборной Финляндии принимал участие в шахматной олимпиаде, состоявшейся летом 1930 г. в Гамбурге. Выступал на 3-й доске (другие участники сборной — Б. Расмуссон, Р. Крогиус, Т. Гауффин и И. Рам). Х. Ларсен сыграл на олимпиаде 12 партий, из которых 4 свел вничью (против А. Риберы Арнала, А. Деслера, З. Вольфа и Я. Балога) и 8 проиграл (А. А. Алехину, А. Вайде, Ф. Ейтсу, Г. Вагнеру, Г. Штольцу, Г. Стейнеру, В. М. Петрову и И. И. Вистанецкису), не одержав ни одной победы.
Сведения о биографии шахматиста крайне скудны. Тексты большинства его партий отсутствуют в базах.